# Moenkhausia doceana
Moenkhausia doceana és una espècie de peix de la família dels caràcids i de l'ordre dels caraciformes.

## Morfologia
- Els mascles poden assolir 7,7 cm de llargària total.[2]

## Hàbitat
Viu a àrees de clima subtropical.

## Distribució geogràfica
Es troba a Sud-amèrica, a les conques dels rius Mucuri i Doce (Brasil).